# تل اسود
تل اسود (به عربی: تل أسود) یک تل و محوطه باستانی مربوط به دوران نوسنگی در سوریه است که در نزدیکی دمشق واقع شده‌است.
این محوطه بر کرانهٔ یکی از شاخه‌های رودخانه بردی ساخته شده بود. معماری سکونت‌گاه در دوران نوسنگی پیش از سفال ب شامل سازه‌های سترگی از جنس خشت خام می‌شده است.